# Nová Dedina
Nová Dedina é um município da Eslováquia, situado no distrito de Levice, na região de Nitra. Tem 29,17 km² de área e sua população em 2018 foi estimada em 1.491 habitantes.

## Demografia
| Ano:        | 1994 | 2004   | 2014   | 2024   |
| ----------- | ---- | ------ | ------ | ------ |
| Broj ljudi: | 1588 | 1540   | 1524   | 1455   |
| Razlika:    |      | -3,02% | -1,03% | -4,52% |

| Ano:               | 2023 | 2024   |
| ------------------ | ---- | ------ |
| Número de pessoas: | 1452 | 1455   |
| Diferença:         |      | +0,20% |